# 電力量
電力量（でんりょくりょう、electric(al) energy）は、電力 (electric power) を時間積分したものである。

## 概説
電力量とは、電力を時間で積分したものである。また、電力量とは「電気回路において電気がする仕事」である。近年の物理学の概念体系では電力量はエネルギーに分類され、電力量とは「電気によるエネルギー」とも言える。
単位
電力量は仕事の一種なので、仕事の単位（つまりエネルギーの単位）で表される。国際単位系 (SI) ではジュール (J) である。ところが、電力の単位（仕事率の単位）として「W（ワット）」がよく用いられるために、電力量の単位としてのジュールは、「ワット秒 (W s) 」と呼ばれることが多い（1 Jと1 W sは等価である）。より実用的にはワット時 (W h) やキロワット時 (kW h) が用いられることが多い。
関係式
例えば、直流（時間的に変化しない電流）で、電流 I が時間 t にした仕事（電力量）を W とすると、電圧を V 、電力を P とすれば、
{\displaystyle W=P\cdot t=V\cdot I\cdot t}　[W・s]
となる。交流回路では負荷の構成によって電圧と電流に位相差 θ が生じるので、力率 cos θ を加味し、
{\displaystyle dW=P\cdot dt=V\cdot I\cdot \cos \theta \cdot dt}　[W・s]
となる（dt は微小な時間、dW はその間の電力量である）。交流において電力量と言った場合には、この有効電力量を指すことが多い。なお、無効電力量 Q・t (var・s) は以下の式で求められる。
{\displaystyle Q\cdot t=V\cdot I\cdot \sin \theta \cdot t}　[var・s]

## 測定
電力量を測定するには、電力量計が使用される。
家庭や法人での電力量測定
電力会社から電力を買っている事業所や一般家庭などの場合、電力量計（通称としては「電気メーター」と呼ばれているもの）を設置されていて、定期的に電力消費量を記録され、料金を請求されている。
一般家庭で屋根の上にソーラーパネルや風力発電装置などを設置して自家発電して、自家消費している割合も増えてきており、こうした家庭では（電力会社のものだけではなく）家庭で独自に電力量計を設置していることも増えてきている。コンピュータ制御になっていて情報をグラフ等で表示させるモニタを備えている装置を選ぶ家庭も徐々に増えてきている。
スマートメーターによって電力量も測定して、スマートグリッドを構築していく動きもある。
特定の機器の電力量の測定
また、家庭内で特定の電気器具が使っている電力量を測定・確認することで節電の判断の助けにするための装置（いわゆる「節電メーター」などと呼ばれているもの）を持っている家庭も増えている。
「クランプメータ」や「クランプ電力計」と呼ばれる装置では、測定項目の選択によって電力量も測定・表示できるようになっているものも多い。